# Макєєв Андрій Володимирович
Андрі́й Володи́мирович Макє́єв — капітан III рангу, Державна прикордонна служба України.
Станом на 2011 рік — капітан-лейтенант, катер морської охорони BG-60 «Одеса».
Станом на березень 2017-го — начальник відділу спеціальних дій на воді, Одеський загін морської охорони.

## Нагороди
29 вересня 2014 року — за особисту мужність і героїзм, виявлені у захисті державного суверенітету та територіальної цілісності України, вірність військовій присязі під час російсько-української війни, відзначений — нагороджений орденом Богдана Хмельницького III ступеня.
Література
- «Перелік підшефних військових закладів, що закріплені за управлінням освіти та науки Одеської міської ради», 2011